# Abbalomba typica
Abbalomba typica är en insektsart som beskrevs av William Lucas Distant 1908. Abbalomba typica ingår i släktet Abbalomba och familjen spottstritar. Inga underarter finns listade i Catalogue of Life.